# Ron Yuan
Ronald Winston „Ron“ Yuan (* 20. Februar 1973 in New York City, New York) ist ein US-amerikanischer Schauspieler.

## Leben
Ron Yuan wirkte unter anderem in den Serien Sons of Anarchy, Marco Polo, Prison Break, Golden Boy und CSI: NY mit. Des Weiteren verkörperte er Rollen in den Filmen Fast & Furious – Neues Modell. Originalteile., Olympus Has Fallen und Independence Day: Wiederkehr. In Disneys kommendem Realfilm-Remake von Mulan verkörpert er die Rolle des Sergeant Qiang. Darüber hinaus tritt Ron Yuan in Sprechrollen für Videospielen in Erscheinung, so ist er z. B. in Mortal Kombat 11 (2019), in Star Wars: The Old Republic und dessen Erweiterungen, in Halo 4 (2012), oder Sleeping Dogs (2012) zu hören.

## Filmografie (Auswahl)
- 1993: Karate Tiger 7 (To Be the Best)
- 1997: Drive
- 2000: Deep Core – Die Erde brennt (Deep Core)
- 2005: CSI: NY (Fernsehserie, 4 Folgen)
- 2008: Prison Break (Fernsehserie, 6 Folgen)
- 2009: Fast & Furious – Neues Modell. Originalteile. (Fast & Furious)
- 2012: Girl from the Naked Eye
- 2012: Red Dawn
- 2013: Golden Boy (Fernsehserie, 13 Folgen)
- 2013: Olympus Has Fallen – Die Welt in Gefahr (Olympus Has Fallen)
- 2014: Hawaii Five-0 (Fernsehserie, eine Folge)
- 2014: Sons of Anarchy (Fernsehserie, 5 Folgen)
- 2014: Revenge of the Green Dragons
- 2016: Marco Polo (Fernsehserie, 7 Folgen)
- 2016: Independence Day: Wiederkehr (Independence Day: Resurgence)
- 2016: Murder in the First (Fernsehserie, 2 Folgen)
- 2016: The Accountant
- 2018: Mysterious Mermaids (Siren, Fernsehserie, 8 Folgen)
- 2020: Mulan
- 2024: The Brothers Sun (Fernsehserie, 3 Folgen)